# すべての恋が終わるとしても
すべての恋が終わるとしても（すべてのこいがおわるとしても）は、冬野夜空による著書のシリーズ。2025年10月よりABCテレビの制作によりテレビ朝日系列で放送開始予定。

## 概要
2022年3月28日に出版される。著者自身のTwitterに投稿していた140字の小説を書籍化したという内容。30秒で泣けるとして口コミなどで話題になった。
内容は数十秒で読み切れるという、出会いや別れや再会の物語や、一瞬でオチにいたるというミステリー。140字小説という1投稿で1話が完結するという新たなジャンルで、これ以上無い手軽なエンターテイメントとして若い女性に人気になっている。
2023年7月11日付のトーハンベストセラーランキングでは、シリーズの2作がランクインしている。
スターツ出版はこの書籍を出版して以降である2023年12月期第3四半期決算の売上高は前年と比べて23.5%が増加している。これを受けて通期の売上高も営業利益も増加している。
2024年1月26日にはシリーズ内の第3弾が出版される。この時点ではシリーズ累計35万部であった。